# Erythroxylum gracilipes
Erythroxylum gracilipes es una especie de planta silvestre perteneciente a la familia Erythroxylaceae. Se distribuye en Sudamérica y Centroamérica. La especie contiene el alcaloide cocaína. Es utilizada por comunidades amazónicas por sus propiedades medicinales y como alimento.
Estudios en base a análisis filogéneticos y filogeográficos indican que a partir del cultivo ancestral de esta especie por sus propiedades medicinales se desarrollaron las especies Erythroxylum cataractarum, E. coca y E. novogranatense.

## Distribución
Erythroxylum gracilipes se encuentra en la mayor parte de la cuenca del Amazonas y del Orinoco, en países como Bolivia, Brasil, Colombia, Ecuador, Guyana, Guyana Francesa, Perú, Surinam y Venezuela. También se ha encontrado en Honduras.
En Brasil se encuentra en el norte en los estados de Amazonas, Pará, Rondônia, y en el Centro-Oeste en el estado de Mato Grosso. En Perú se encuentra en el departamento de Huánuco.
Crece principalmente en el bioma tropical húmedo, por ejemplo el bosque húmedo montañoso.

## Descripción
Es un arbusto y se distingue de otras especies de Erythroxylum por sus hojas más grandes (11 a 18 cm frente a 2,5 a 11 cm) con ápices acuminados.

## Taxonomía
Erythroxylum gracilipes fue descrita por el botánico austríaco Johann Joseph Peyritsch y la descripción publicada en Flora Brasiliensis 12(1): 159 en 1878. Pertenece a la sección Archerythroxylum del género Erythroxylum.
Un estudio de 2023 basado en análisis filogenéticos y filogeográficos de E. gracilipes, revelan que esta especie parafilética se compone de al menos dos clados principales:
- gracilipes1
- gracilipes2

Las plantas cultivadas de Erythroxylum coca var. coca (coca Huánuco) y E. c. var. ipadu (coca amazónica) con certeza se derivan de gracilipes1, mientras que E. novogranatense y E. cataractarum se podrían derivar de gracilipes1 o gracilipes2.

### Sinónimos
Tiene cuatro sinónimos heterotípicos:
- Erythroxylum cuatrecasasii W.A.Gentner in J. Washington Acad. Sci. 47: 6 (1957)
- Erythroxylum gracilipes var. exareolatum O.E.Schulz in H.G.A.Engler (ed.), Pflanzenr., IV, 134: 83 (1907)
- Erythroxylum novogranatense var. macrophyllum O.E.Schulz in H.G.A.Engler (ed.), Pflanzenr., IV, 134: 87 (1907)
- Erythroxylum recurrens Huber in Bol. Mus. Goeldi Hist. Nat. Ethnogr. 5: 417 (1909)

## Importancia económica y cultural
Las hojas de E. gracilipes son utilizadas por sus propiedades relajantes y para tratar afecciones reumáticas en la medicina tradicional de los pueblos kichwa en la parte superior del río Napo en la amazonía de Ecuador.
Los análisis de unas muestras de Venezuela arrojaron una cantidad de 0.0001–0.0005% de cocaína por cada gramo de hoja.